# Batalla de Nemea
La batalla de Nemea (394 a. C.)  también conocida en la Antigua Atenas como batalla de Corinto, fue una batalla de la guerra de Corinto entre Esparta y las ciudades aliadas de Argos, Atenas, Corinto y Tebas. La batalla transcurrió en territorio corintio, en el lecho seco del río Nemea.
La batalla fue una victoria espartana decisiva que, junto con la batalla de Coronea de ese mismo año sirvió para dar a Esparta la ventaja en los primeros combates en el territorio de la península griega.

## Preludio
Las hostilidades de la guerra de Corinto comenzaron en 395 a. C. con saqueos en el noroeste de Grecia, que finalmente llevaron a un choque entre Esparta y Tebas en la batalla de Haliarto, que acabó en victoria tebana. Tras esta batalla Atenas, Tebas, Corinto y Argos se unieron para formar una alianza contra Esparta, con sus fuerzas dirigidas por un consejo en Corinto.
En 394 a. C., el consejo reunió sus fuerzas en Corinto. Un ejército espartano comandado por Aristodemo, el guardián del rey niño Agesipolis I, fue enviado al norte desde Esparta para enfrentarse a los aliados. El ejército aliado, mientras tanto, esperaba en Corinto, mientras que el consejo debatía sobre quién debería estar al mando. Antes de que se llegase a una decisión, el ejército espartano llegó a su territorio, quemando y saqueando todo lo que se encontraba a su paso.
Los aliados salieron al encuentro de los espartanos, y los dos ejércitos se encontraron cerca del lecho seco del río Nemea.

## La batalla
El ejército espartano estaba compuesto por entre unos dieciocho mil y diecinueve mil hoplitas, más una serie de tropas ligeras asociadas. De los hoplitas, seis mil eran espartanos, con los restos provenientes de los otros estados de la Liga del Peloponeso: tres mil eleos, trifilios, acroreos y lasionios; mil quinientos sicionios; tres mil epidaurios, trecenios, hermioneos y halieos. También hubo seiscientos jinetes lacedemonios, unos trescientos arqueros cretenses, y al menos unos cuatrocientos honderos marganeos, letrinos y anfidolos.
En el bando aliado había unos veinticuatro mil hoplitas, más las tropas ligeras asociadas. Tebas, Atenas y Argos aportaban cada una alrededor de un cuarto de las tropas: seis mil atenienses, siete mil argivos, cinco mil beocios, tres mil corintios y tres mil eubeos. De la caballería aliada, ochocientos eran beocios, seiscientos eran atenienses, unos cien calcideos y cincuenta locrios ozolos.
Los espartanos y sus aliados se alinearon para la batalla con los espartanos a la derecha y los aliados a la izquierda. La coalición no tenía muy claro cómo colocarse: los atenienses querían alinearse a la derecha, pero al final accedieron a las demandas de los beocios de tomar el lado izquierdo, mientras que ellos se irían a la derecha. Esto significa que los atenienses se enfrentarían con los espartanos, y los demás aliados se enfrentarían a los aliados de Esparta.
A medida que las dos falanges se acercaban, ambas se desplazaron a la derecha (esto era algo muy común en las batallas de hoplitas, debido a que llevaban el escudo en el brazo izquierdo, por lo que los hombres se movían hacia la derecha para conseguir la protección del escudo del soldado a su lado a la vez que la del suyo propio). Este desplazamiento suponía que cuando se encontraron los ejércitos, ambos sobrepasaban al flanco izquierdo de su enemigo. Consecuentemente, el flanco derecho de ambos ejércitos resultó victorioso, mientras que los flancos izquierdos fueron derrotados.
Los espartanos, una vez derrotaron a los atenienses, se giraron para enfrentarse a los soldados del ala derecha de los aliados, que estaban persiguiendo a los aliados espartanos. La falange espartana alcanzó primero a los argivos, luego a los corintos, y finalmente a los beocios, infligiendo graves pérdidas a todos ellos. Al terminar la batalla los espartanos habían causado 2800 bajas, mientras que habían sufrido solo 1100.

## Eventos posteriores
Aunque los espartanos controlaron el combate en campo abierto, no fueron capaces de atravesar hasta Corinto y llegar a la Grecia central. Por ello decidieron volver a Esparta. El ejército aliado, tras una serie de meses de inactividad, volvió a enfrentarse a Esparta en Coronea, más tarde ese mismo año. Estas dos batallas supusieron las únicas batallas a gran escala en tierra que se llevarían a cabo en la guerra, que duró hasta el 386 a. C.